# Landgraben (Brantenbach)
Der Landgraben ist ein Wassergraben in Südtirol und dient als Abzugsgraben, um die Talsohle des Etschtals bzw. Unterlands im Gebiet der Stadt Leifers zu entwässern. Er beginnt im Talboden nahe den steilen Regglberger Hängen im Gebiet zwischen St. Jakob und Steinmannwald und verläuft grob in südwestliche Richtung in den flachen Talgründen zwischen dem Leiferer Stadtzentrum und der Etsch, wobei er die von Osten kommenden Zuflüsse des Seitner Grabens (auch Süßenbach bzw. Sissenbach genannt) und des Lisnerbachs aufnimmt. Er mündet nach rund 4,9 km etwas südlich von Leifers (bereits knapp hinter der Grenze zu Branzoll) in den Brantenbach, wenige Meter bevor dieser auf den Leiferer Graben trifft, um fortan als Branzoller Graben weiterzufließen.

## Geschichte
Der Landgraben ist bereits in Aufzeichnungen des 18. Jahrhunderts genannt, als er in die Zuständigkeit der Leeg Leifers und Unterau fiel; zu dieser Zeit handelte es sich um einen „klafterbreiten Graben, der seinen eigentlichen Ursprung dem Durchlaß dankte, der oben aus dem Eisack unter die Dämme geleitet wurde. Er floß beständig längs dem Gebirge bis St. Jakob, empfing unterwegs verschiedentliche Zuflüsse und lief dann über das hintere Moos gegen den Rennerhof, überquerte die Poststraße, nahm den St.-Jakobsgraben, den Mittergraben und den Weißhausergraben auf und ergoß sich schließlich in den Tröpfelgiessen.“ 1893 wurde der Graben ausgebaut und seine Zuflüsse reguliert.